# Arondismentul Sartène
Arondismentul Sartène (în franceză Arrondissement de Sartène) este un arondisment din departamentul Corse-du-Sud, regiunea Corsica, Franța.

## Subdiviziuni

### Cantoane
- Cantonul Bonifacio
- Cantonul Figari
- Cantonul Levie
- Cantonul Olmeto
- Cantonul Petreto-Bicchisano
- Cantonul Porto-Vecchio
- Cantonul Sartène
- Cantonul Tallano-Scopamène

### Comune
| 1. Altagène (2A011)               | 2. Arbellara (2A018)               | 3. Argiusta-Moriccio (2A021)   | 4. Aullène (2A024)                  |
| 5. Belvédère-Campomoro (2A035)    | 6. Bilia (2A038)                   | 7. Bonifacio (2A041)           | 8. Carbini (2A061)                  |
| 9. Cargiaca (2A066)               | 10. Casalabriva (2A071)            | 11. Conca (2A092)              | 12. Figari (2A114)                  |
| 13. Foce (2A115)                  | 14. Fozzano (2A118)                | 15. Giuncheto (2A127)          | 16. Granace (2A128)                 |
| 17. Grossa (2A129)                | 18. Lecci (2A139)                  | 19. Levie (2A142)              | 20. Loreto-di-Tallano (2A146)       |
| 21. Mela (2A158)                  | 22. Moca-Croce (2A160)             | 23. Monacia-d'Aullène (2A163)  | 24. Olivese (2A186)                 |
| 25. Olmeto (2A189)                | 26. Olmiccia (2A191)               | 27. Petreto-Bicchisano (2A211) | 28. Pianotolli-Caldarello (2A215)   |
| 29. Porto-Vecchio (2A247)         | 30. Propriano (2A249)              | 31. Quenza (2A254)             | 32. Sainte-Lucie-de-Tallano (2A308) |
| 33. San-Gavino-di-Carbini (2A300) | 34. Santa-Maria-Figaniella (2A310) | 35. Sari-Solenzara (2A269)     | 36. Sartène (2A272)                 |
| 37. Serra-di-Scopamène (2A278)    | 38. Sollacaro (2A284)              | 39. Sorbollano (2A285)         | 40. Sotta (2A288)                   |
| 41. Viggianello (2A349)           | 42. Zonza (2A362)                  | 43. Zoza (2A363)               | 44. Zérubia (2A357)                 |